# سابينا فرانكلين
سابينا فرانكلين (بالإنجليزية: Sabina Franklyn)‏ هي ممثلة بريطانية، ولدت في 15 سبتمبر 1954 في المملكة المتحدة.

## وصلات خارجية
- سابينا فرانكلين على موقع IMDb (الإنجليزية)
- سابينا فرانكلين على موقع ميوزك برينز (الإنجليزية)
- سابينا فرانكلين على موقع أول موفي (الإنجليزية)
- سابينا فرانكلين على موقع قاعدة بيانات الفيلم (الإنجليزية)